# Liste der Monuments historiques in Ville-devant-Chaumont
Die Liste der Monuments historiques in Ville-devant-Chaumont führt die Monuments historiques in der französischen Gemeinde Ville-devant-Chaumont auf.

## Liste der Objekte
| Bezeichnung                      | Beschreibung                      | Standort                                       | Kennzeichnung | Schutzstatus | Datum | Bild |
| -------------------------------- | --------------------------------- | ---------------------------------------------- | ------------- | ------------ | ----- | ---- |
| Skulptur Heiliger Fiacrius       | Holz, übertüncht, 18. Jahrhundert | in der Kirche Présentation-de-la-Vierge (Lage) | PM55002649    | Inscrit      | 2007  |      |
| Skulptur eines heiligen Bischofs | Holz, übertüncht, 18. Jahrhundert | in der Kirche Présentation-de-la-Vierge (Lage) | PM55002648    | Inscrit      | 2007  |      |